# Morris Motors
Morris Motors (Morris Motors Limited), més coneguda com a Morris, fou una empresa fabricant d'automòbils anglesa fundada per William Richard Morris l'any 1919 a partir de la WRM Motors per a continuar amb la producció des models d'aquesta. Per a l'any 1926, la producció de Morris representava el 42 percent del total de la producció automobilística britànica.
Tot i haver-se fussionat l'any 1952 amb l'Austin Motor Company per a crear la British Motor Corporation (BMC), la marca Morris continuà comercialitzant-se fins a l'any 1984, quan la British Leyland (BL), va decidir concentrar la producció de turismes en la marca Austin, aleshores més popular. Morris fou la creadora, l'any 1959, d'un dels automòbils més coneguts mundialment: el Morris Mini Minor, més conegut com a Mini.
Fins a l'any 2014, la marca hindú Hindustan Motors produïa l'Hindustan Ambassador, model bessó del Morris Oxford de 10na generació. Part de les instal·lacions de Morris a Cowley, Oxford, pertanyen avui dia a la BMW, que produeix allà els nous MINI.
Els drets de nom i imatge de Morris són actualment propietat de l'empresa d'automòbils xinesa SAIC, qui els va adquirir a la seua filial Nanjing Automobile.

## Models
- Oxford (1913-1935)
- Cowley (1915-1958)
- Six (1927-1953)
- Minor (1928-1971)
- Isis (1929-1958)
- Oxford (1948-1971)
- Mini Minor (1959-1969)
- Mini Moke (1964-1968)
- Morris Metro (1980-1987)